# Sérgio Lobo

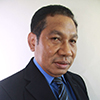
Sérgio Lobo

Sérgio Gama da Costa Lobo (* 19. Juli 1958 in Hatu-Builico, Portugiesisch-Timor) ist ein osttimoresischer Politiker. Von 2012 bis 2015 war er Gesundheitsminister des Landes. Lobo ist Mitglied der größten Regierungspartei Congresso Nacional da Reconstrução Timorense (CNRT).

## Ausbildung
Lobo schloss sein Studium in Allgemeiner Chirurgie 1997 an der Universität Diponegoro in Semarang (Indonesien) ab. 2000 absolvierte er einen Kurs zu Gesundheitsfinanzierung am World Bank Institute in Washington, D.C. und einen Kurs zu Pacific Senior Public Management am Asian Development Bank Institute in Suva (Fidschi) und Brisbane (Australien). Hypnotherapie lernte Lobo zwischen 2009 und 2011 online am amerikanischen Hypnosis Motivation Institute und 2011 am Path Light Center in Singapur.

## Werdegang

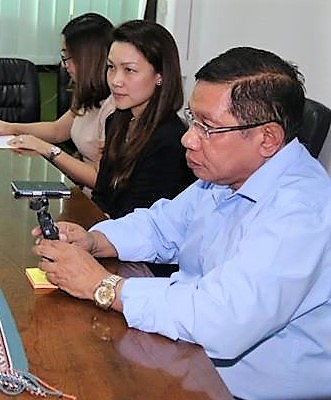
Sérgio Lobo mit der
Vize-Gesundheitsministerin Élia António de Araújo dos Reis Amaral (2019)

1975 unterrichtete Lobo an der Technischen Schule Prof. Silva Cunha in Dili für die Prä-sekundäre Stufe. Unter der indonesischen Besatzung arbeitete er dann von 1976 bis 1977 für die Provisorische Regierung Timor Timurs (PSTT) als Journalist der Timor-Timur Membangun und Radiosprecher für Radio Pramuka und Radio Lorosae (Information Department). Dem folgte eine Lehrtätigkeit am Externat von São José zwischen 1978 und 1980 und der Vizevorsitz der Übergangsgesundheitbehörde in Dili. Parallel war Lobo von 1979 bis 1980 Privatsekretär des indonesischen Gouverneurs in Timor Timurs Guilherme Gonçalves. Von 1981 bis 1984 folgte eine Anstellung als Assistant Lecturer an der medizinischen Fakultät der UNS in Solo. 1985 gründete Lobo in Solo die osttimoresische Studentenorganisation (OJETIL), deren lokaler Vorsitz er übernahm. Von 1988 bis 1989 in der Obstetrik und Gynäkologie und von 1989 bis 1990 arbeitete Lobo im General Hospital Center in Dili. Dem folgten Anstellungen als Assistenzarzt für Chirurgie in Semarang, im General Hospital Center in Kariadi, als Lehrer in der Krankenschwesterschule in Semarang und als Ausbilder in der Krankenpflegerakademie in Semarang. 1998 arbeitete Lobo als Chirurg am Christian Hospital in Tayu (Zentraljava, Indonesien).
Von 1999 bis 2000 war Lobo verantwortlich für den Gesundheitsbereich im Conselho Nacional de Resistência Timorense (CNRT). 1999 gründete er außerdem den Arbeitskreis der Tätigen im osttimoresischen Gesundheitsbereich, den er bis 2000 leitete. In der UN-Verwaltung war Lobo der Chef der Abteilung Gesundheitsdienst im Sozialministerium.
Am 10. Juli 2001 wurde Lobo wegen eines körperlichen Angriffs auf seine Ehefrau verhaftet. Zuvor war er bereits im Februar wegen desselben Vorwurfs arrestiert. Laut der Vorwürfe soll Lobo im Laufe der 15 Jahre Ehe mehrmals gewalttätig geworden sein. Lobo erklärte in der Verhandlung, aufgrund der osttimoresischen Kultur hätte er ein Recht drauf zu wissen, wo seine Frau ist und sie zu kontrollieren. Der Richter stellte fest, dass die Erwartungen der Gesellschaft den Angeklagten zu seinen Taten bewegte. Am 25. Juli wurde Lobo unter Auflagen aus dem Gefängnis Becora entlassen und unter Hausarrest gestellt. Die vier Kinder des Paares blieben in der Aufsicht des Vaters. Verschiedene Menschen- und Frauenrechtsbewegungen nutzten die Berichte zum Fall um die allgemein weit verbreitete häusliche Gewalt in Osttimor anzuprangern. Lobos Frau kam in einem Frauenhaus unter. Ihr Mann verweigerte ihr die Scheidung. Lobo wurde 2008 wegen Körperverletzung und Sachbeschädigung vor Gericht gestellt, aber freigesprochen worden. Das Verfahren wurde 2009 eingestellt.
Von 2005 bis 2012 arbeitete Lobo als Klinikdirektor der Foho Osan Mean Clinic, von 2010 bis 2012 der Istana Clinic, Mandarin in Dili und von 2011 bis 2012 der Cindranita Clinic in Fatuhada/Dili. Zwischen 2008 und 2009 beriet Lobo das Ministerium für Wirtschaft und Entwicklung und von 2009 bis 2010 und 2011 bis 2012 das Gesundheitsministerium. Am 8. August 2012 übernahm Lobo schließlich das Amt des Gesundheitsministers von seinem Vorgänger Nélson Martins. Mit der Regierungsumbildung am 16. Februar 2015 schied Lobo wieder aus dem Ministeramt. Sein Nachfolger wurde Maria do Céu Sarmento.

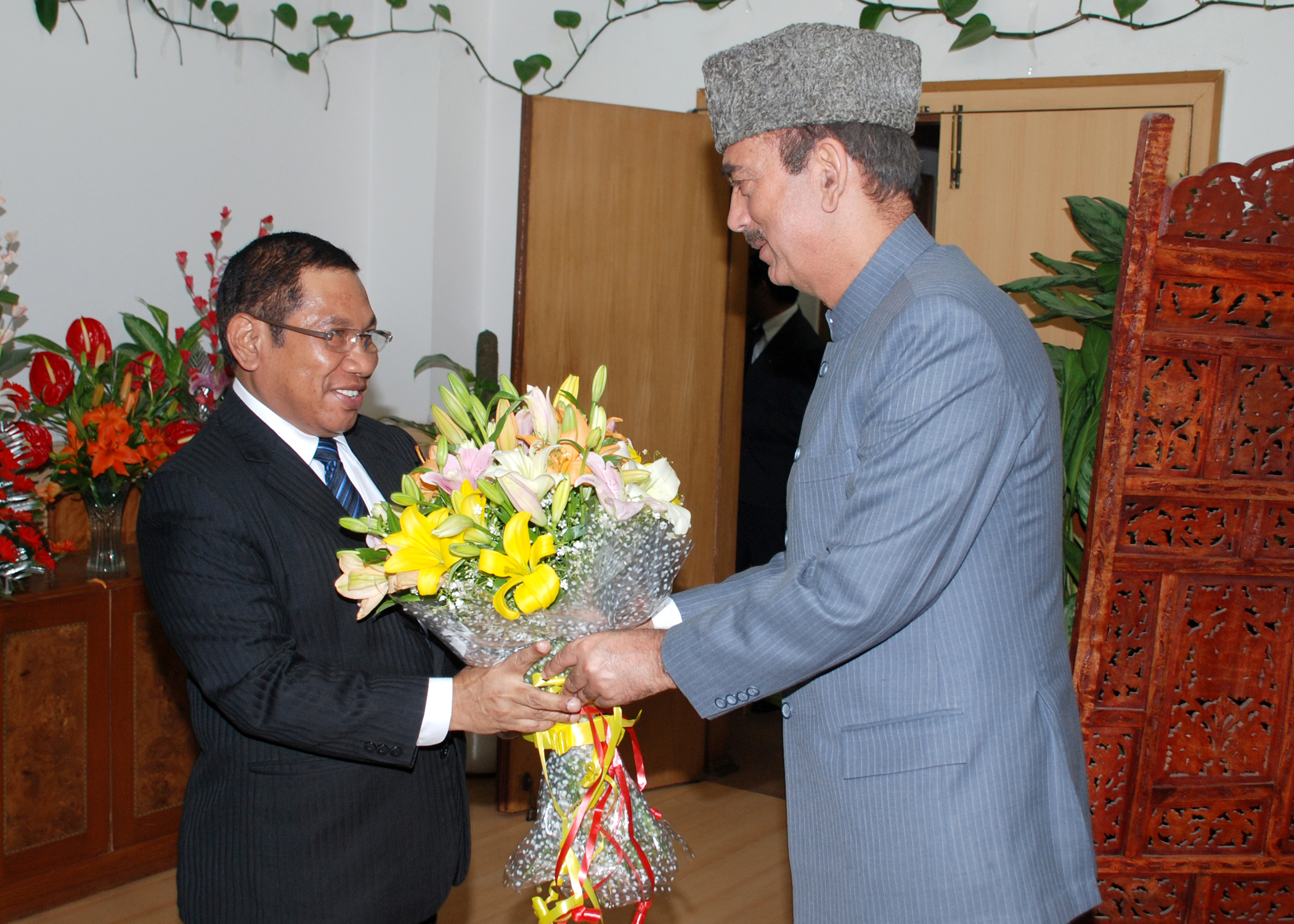
Sérgio Lobo zu Gast in Indien bei Gesundheitsminister Ghulam Nabi Azad (2013)

Für die VIII. konstitutionelle Regierung Osttimors sollte Lobo 2018 unter Premierminister Taur Matan Ruak wieder Gesundheitsminister werden, doch verweigerte Staatspräsident Francisco Guterres ihm, wie auch anderen nominierten Mitgliedern der Regierung, die Ernennung, mit Verweis auf ethische Gründe. Bei Lobo bezog sich Guterres auf das Verhalten gegenüber seiner Ehefrau. Vize-Gesundheitsministerin Élia António de Araújo dos Reis Amaral leitet daher amtsführend das Ministerium.
Aufgrund der Bedrohung der COVID-19-Pandemie in Osttimor wurde Lobo als Koordinator des Arbeitskreises zur Verhinderung und Abschwächung des Ausbruchs von COVID-19 in den Krisenstab der Regierung und die Kommission zur Beratung und Bewertung von Strategien zur Prävention und Bekämpfung der Coronavirus-Pandemie (tetum Komisaun Akompañamentu no Avaliasaun Estratéjia ba Prevensaun no Kombate Pandemia Koronavírus, CAAEPC-COVID-19) berufen.

## Weiteres Engagement
Seit 1978 ist Lobo Chef der katholischen Pfadfinder in Dili und internationaler Beauftragter seit 1980. Von 1978 bis 1980 war er Mitglied der Pastoralkommission der Diözese Dili. Seit 2005 berät Lobo die Ärztevereinigung Osttimors.
Von 2010 bis 2014 war Lobo Mitglied des Nationalen Exekutivrates des Cruz Vermelha de Timor-Leste (CVTL), des osttimoresischen Roten Kreuzes.